# Júnior Costly
Júnior Rashford Costly Blyden (Tela; 3 de noviembre de 1959) es un exfutbolista hondureño que jugó como delantero. Es hermano menor del también futbolista Allan Costly y es tío de Carlo Costly.

## Selección nacional
Fue campeón con Honduras en el Campeonato Concacaf de 1981, pero no fue convocado a la Copa Mundial de 1982.

### Participaciones en Campeonatos Concacaf
| Copa                                       | Sede     | Resultado | Part. | Goles |
| ------------------------------------------ | -------- | --------- | ----- | ----- |
| Campeonato de Naciones de la Concacaf 1981 | Honduras | Campeón   | 2     | 0     |

## Clubes
| Club              | País     | Año       |
| ----------------- | -------- | --------- |
| Real España       | Honduras | 1977-1988 |
| Platense (cesión) | Honduras | 1978-1979 |
| Motagua (cesión)  | Honduras | 1983-1984 |

## Palmarés

### Títulos nacionales
| Título        | Equipo      | País     | Año     |
| ------------- | ----------- | -------- | ------- |
| Liga Nacional | Real España | Honduras | 1980-81 |

### Títulos internacionales
| Título                                | Equipo (*)  | Sede     | Año  |
| ------------------------------------- | ----------- | -------- | ---- |
| Campeonato de Naciones de la Concacaf | Honduras    | Honduras | 1981 |
| Copa Fraternidad Centroamericana      | Real España | Honduras | 1981 |
| Copa Fraternidad Centroamericana      | Real España | Honduras | 1982 |

(*) Incluyendo la selección.